# Zoutkamp
Zoutkamp (en groningois : Zoltkamp ou Soltkamp) est un village de la commune néerlandaise de Het Hogeland, situé dans la province de Groningue.

## Géographie
Le village est situé à l'extrémité nord-ouest de la province, à proximité de la limite avec la Frise, à 22 km de Groningue. Il est arrosé par le Reitdiep.

## Histoire
Le village est mentionné dès 1418 sous le nom de Soltcampum, qui pourrait indiquer que la région produisait du sel.
Zoutkamp fait partie de la commune d'Ulrum, devenue De Marne en 1992, qui elle-même est supprimée et fusionne le 1er janvier 2019 avec Bedum, Eemsmond et Winsum pour former la nouvelle commune de Het Hogeland.

## Démographie
Le 1er janvier 2019, le village comptait 1 185 habitants.